# Nephelodes mendica
Nephelodes mendica là một loài bướm đêm trong họ Noctuidae.